# 2018年スペイングランプリ
2018年スペイングランプリ (2018 Spanish Grand Prix) は、2018年のF1世界選手権第5戦として、2018年5月13日にカタロニア・サーキットで開催された。
正式名称は「FORMULA 1 GRAN PREMIO DE ESPAÑA EMIRATES 2018」。

## レース前
本レースでピレリが供給するドライタイヤのコンパウンドは、ミディアム、ソフト、スーパーソフトの3種類。

## エントリーリスト
ウィリアムズの開発兼リザーブドライバーを務めるロバート・クビサがフリー走行1回目(FP1)に出走する。

## フリー走行
開催日時はCEST（UTC+2、以下同じ）。
1回目(FP1)
2018年5月11日 11:00 気温:20度 路面温度:30度 天候:晴(ドライ)
ロバート・クビサがセルゲイ・シロトキンに代わって出走し、2010年アブダビGP以来の公式セッション参加を果たした。前年よりタイヤが1段階柔らかくなり路面が再舗装されたため、メルセデス勢はこの時点で前年のポールタイム(ルイス・ハミルトンの1:19.149)を上回る1分18秒台を出している。トップタイムはバルテリ・ボッタスの1:18.148。
2回目(FP2)
2018年5月11日 15:00 気温:24度 路面温度:43度 天候:晴(ドライ)
開始1時間、キミ・ライコネンが裏ストレートで白煙を上げてスローダウン。終了12分前にセルジオ・ペレスの左フロントタイヤが外れそうになり、ターン9でスローダウンしてマシンを止めた。トップタイムはハミルトンの1:18.259だが、5位ボッタスまで0.35秒差の接戦だった。
3回目(FP3)
2018年5月12日 12:00 気温:20度 路面温度:33度 天候:曇(ドライ)
フェラーリは、FP2でマシントラブルに見舞われたライコネンのエンジン(ICE)、ターボチャージャー(TC)、MGU-Hを交換した。このセッションでもメルセデス勢が優勢で、ハミルトンが1:17.281でトップタイム、ボッタスが2位に続いた。セッション終盤にブレンドン・ハートレイがターン9で大クラッシュを喫し、そのまま赤旗終了となった。ハートレイは無事だったが、大破したマシンの修復とパワーユニットおよびギアボックスの交換が必要となったため、予選への出走を見合わせることになった。

## 予選
2018年5月12日 15:00 気温:18度 路面温度:27度 天候:曇(ドライ)
ルイス・ハミルトンが開幕戦オーストラリアGP以来のポールポジションを獲得し、メルセデスがフロントローを独占した。

### 経過
Q1
FP3の終盤でクラッシュしたため出走を見合わせたブレンドン・ハートレイを除いた19台でQ1が行われた。1回目のアタックはフェラーリ勢が1-2位、メルセデス勢は4-5位で、フェルナンド・アロンソが上位3チームに続く7位の好位置に付けた。2回目のアタックでケビン・マグヌッセンがアロンソを上回り7位でQ1を突破した。Q1終盤にランス・ストロールがターン13でクラッシュし、この影響でニコ・ヒュルケンベルグは16位に終わりQ1敗退が決まった。この他、ウィリアムズの2台、マーカス・エリクソンがQ1敗退となった。
Q2
スタートタイヤを決めるQ2はメルセデス、フェラーリ、レッドブル、ハース、ストフェル・バンドーンがソフトで1回目のアタックを行い、Q1に続きフェラーリ勢が1-2位。以下メルセデス勢、レッドブル勢、ハース勢が続き、スーパーソフトでアタックしたアロンソが9位となる。2回目のアタックでハミルトンはQ3に向けた確認走行を兼ねて中古のスーパーソフトで走行する。事実上、上位3チームとハース勢を除く残り2枠を争う形となり、カルロス・サインツJr.が9位、アロンソが10位でQ3進出を果たした。バンドーン、ピエール・ガスリー、フォース・インディアの2台、シャルル・ルクレールがQ2敗退となった。
Q3
1回目のアタックはバルテリ・ボッタスのみソフトを選択し、残り9台は新品のスーパーソフトで走行した。ここでハミルトンがトップタイムを出し、フェラーリ勢はセバスチャン・ベッテルが5位、キミ・ライコネンは7位と出遅れる。2回目のアタックもメルセデス勢はタイムを更新し、ボッタスが2位に浮上した。フェラーリ勢はメルセデス勢に及ばずセカンドローの3-4位に終わった。

### 結果
| Pos.                | No. | ドライバー                 | コンストラクター                | Q1       | Q2       | Q3       | Grid |
| ------------------- | --- | -------------------------- | ------------------------------- | -------- | -------- | -------- | ---- |
| 1                   | 44  | ルイス・ハミルトン         | メルセデス                      | 1:17.633 | 1:17.166 | 1:16.173 | 1    |
| 2                   | 77  | バルテリ・ボッタス         | メルセデス                      | 1:17.674 | 1:17.111 | 1:16.213 | 2    |
| 3                   | 5   | セバスチャン・ベッテル     | フェラーリ                      | 1:17.031 | 1:16.802 | 1:16.305 | 3    |
| 4                   | 7   | キミ・ライコネン           | フェラーリ                      | 1:17.483 | 1:17.071 | 1:16.612 | 4    |
| 5                   | 33  | マックス・フェルスタッペン | レッドブル-タグ・ホイヤー       | 1:17.411 | 1:17.266 | 1:16.816 | 5    |
| 6                   | 3   | ダニエル・リカルド         | レッドブル-タグ・ホイヤー       | 1:17.623 | 1:17.638 | 1:16.818 | 6    |
| 7                   | 20  | ケビン・マグヌッセン       | ハース-フェラーリ               | 1:18.169 | 1:17.618 | 1:17.676 | 7    |
| 8                   | 14  | フェルナンド・アロンソ     | マクラーレン-ルノー             | 1:18.276 | 1:18.100 | 1:17.721 | 8    |
| 9                   | 55  | カルロス・サインツ         | ルノー                          | 1:18.480 | 1:17.803 | 1:17.790 | 9    |
| 10                  | 8   | ロマン・グロージャン       | ハース-フェラーリ               | 1:18.305 | 1:17.699 | 1:17.835 | 10   |
| 11                  | 2   | ストフェル・バンドーン     | マクラーレン-ルノー             | 1:18.885 | 1:18.323 |          | 11   |
| 12                  | 10  | ピエール・ガスリー         | トロ・ロッソ-ホンダ             | 1:18.550 | 1:18.463 |          | 12   |
| 13                  | 31  | エステバン・オコン         | フォース・インディア-メルセデス | 1:18.813 | 1:18.696 |          | 13   |
| 14                  | 16  | シャルル・ルクレール       | ザウバー-フェラーリ             | 1:18.661 | 1:18.910 |          | 14   |
| 15                  | 11  | セルジオ・ペレス           | フォース・インディア-メルセデス | 1:18.740 | 1:19.098 |          | 15   |
| 16                  | 27  | ニコ・ヒュルケンベルグ     | ルノー                          | 1:18.923 |          |          | 16   |
| 17                  | 9   | マーカス・エリクソン       | ザウバー-フェラーリ             | 1:19.493 |          |          | 17   |
| 18                  | 35  | セルゲイ・シロトキン       | ウィリアムズ-メルセデス         | 1:19.695 |          |          | 19 1 |
| 19                  | 18  | ランス・ストロール         | ウィリアムズ-メルセデス         | 1:20.225 |          |          | 18   |
| 107% time: 1:22.423 |     |                            |                                 |          |          |          |      |
| NC                  | 28  | ブレンドン・ハートレイ     | トロ・ロッソ-ホンダ             | No Time  |          |          | 20 2 |
| ソース:             |     |                            |                                 |          |          |          |      |

追記
- ^1 - シロトキンは前戦アゼルバイジャンGPの決勝でペレスと接触した件で3グリッド降格[15][16]
- ^2 - ハートレイは予選に出走できなかったが、スチュワードの判断で決勝への出走が許可された[17]

## 決勝
2018年5月13日 15:10 気温:15度 路面温度:35度 天候:曇(ドライ)
ルイス・ハミルトンがチームメイトのバルテリ・ボッタスに20秒の大差を付けポール・トゥ・ウィンを達成した。マックス・フェルスタッペンは今季初めて表彰台を獲得した。
結果
| Pos.   | No. | ドライバー                 | コンストラクター                | 周回数 | タイム/リタイア原因 | Grid | Pts. |
| ------ | --- | -------------------------- | ------------------------------- | ------ | ------------------- | ---- | ---- |
| 1      | 44  | ルイス・ハミルトン         | メルセデス                      | 66     | 1:35:29.972         | 1    | 25   |
| 2      | 77  | バルテリ・ボッタス         | メルセデス                      | 66     | +20.593             | 2    | 18   |
| 3      | 33  | マックス・フェルスタッペン | レッドブル-タグ・ホイヤー       | 66     | +26.873             | 5    | 15   |
| 4      | 5   | セバスチャン・ベッテル     | フェラーリ                      | 66     | +27.584             | 3    | 12   |
| 5      | 3   | ダニエル・リカルド         | レッドブル-タグ・ホイヤー       | 66     | +50.058             | 6    | 10   |
| 6      | 20  | ケビン・マグヌッセン       | ハース-フェラーリ               | 65     | +1 Lap              | 7    | 8    |
| 7      | 55  | カルロス・サインツ         | ルノー                          | 65     | +1 Lap              | 9    | 6    |
| 8      | 14  | フェルナンド・アロンソ     | マクラーレン-ルノー             | 65     | +1 Lap              | 8    | 4    |
| 9      | 11  | セルジオ・ペレス           | フォース・インディア-メルセデス | 64     | +2 Laps             | 15   | 2    |
| 10     | 16  | シャルル・ルクレール       | ザウバー-フェラーリ             | 64     | +2 Laps             | 14   | 1    |
| 11     | 18  | ランス・ストロール         | ウィリアムズ-メルセデス         | 64     | +2 Laps             | 18   |      |
| 12     | 28  | ブレンドン・ハートレイ     | トロ・ロッソ-ホンダ             | 64     | +2 Laps             | 20   |      |
| 13     | 9   | マーカス・エリクソン       | ザウバー-フェラーリ             | 64     | +2 Laps             | 17   |      |
| 14     | 35  | セルゲイ・シロトキン       | ウィリアムズ-メルセデス         | 63     | +3 Laps             | 19   |      |
| Ret    | 2   | ストフェル・バンドーン 1   | マクラーレン-ルノー             | 45     | ギアボックス        | 11   |      |
| Ret    | 31  | エステバン・オコン         | フォース・インディア-メルセデス | 38     | オイル漏れ          | 13   |      |
| Ret    | 7   | キミ・ライコネン           | フェラーリ                      | 25     | ターボ              | 4    |      |
| Ret    | 8   | ロマン・グロージャン 2     | ハース-フェラーリ               | 0      | 接触                | 10   |      |
| Ret    | 10  | ピエール・ガスリー         | トロ・ロッソ-ホンダ             | 0      | 接触                | 12   |      |
| Ret    | 27  | ニコ・ヒュルケンベルグ     | ルノー                          | 0      | 接触                | 16   |      |
| ソース |     |                            |                                 |        |                     |      |      |

ファステストラップ
- ダニエル・リカルド - 1:18.441 (61周目)

ラップリーダー
- 1-25=ルイス・ハミルトン、26-33=マックス・フェルスタッペン、34-66=ハミルトン

追記
- ^1 - バンドーンは1周目のターン2でコースアウトした際にボラードの外側を通らずにコースへ戻ってしまったため、5秒のタイムペナルティ(ピットインで消化)が科され、ペナルティポイント1点(合計5点)が加算された[18][22]
- ^2 - グロージャンは1周目のターン2でガスリーとヒュルケンベルグの両者に接触し、両者ともリタイアさせたため、次戦モナコGPで3グリッド降格ペナルティが科され、ペナルティポイント2点(合計5点)が加算された[23]

## 第5戦終了時点のランキング
|   | 順位 | ドライバー             | ポイント |
| - | ---- | ---------------------- | -------- |
|   | 1    | ルイス・ハミルトン     | 95       |
|   | 2    | セバスチャン・ベッテル | 78       |
| 1 | 3    | バルテリ・ボッタス     | 58       |
| 1 | 4    | キミ・ライコネン       | 48       |
|   | 5    | ダニエル・リカルド     | 47       |

|   | 順位 | コンストラクター          | ポイント |
| - | ---- | ------------------------- | -------- |
| 1 | 1    | メルセデス                | 153      |
| 1 | 2    | フェラーリ                | 126      |
|   | 3    | レッドブル-タグ・ホイヤー | 80       |
| 1 | 4    | ルノー                    | 41       |
| 1 | 5    | マクラーレン-ルノー       | 40       |

- 注：ドライバー、コンストラクター共にトップ5のみ表示。